# Rentevaste periode
De rentevaste periode is de periode waarin de rente voor de hypotheekgever gelijk blijft.
Deze periode wordt voor het aangaan van de hypothecaire lening afgesproken en kan liggen tussen 1 maand en 30 jaar. 
Doorgaans is het zo dat hoe langer de rentevaste periode is, hoe hoger het rentepercentage bedraagt dat de hypotheekgever moet betalen.